# Продукція
Проду́кція (англ. production, output, produce, нім. Produktion f, Erzeugnisse n pl, Produkte n pl, Güter n pl) — матеріальний результат трудової діяльності або виробничих процесів, що має корисні властивості і призначений для використання споживачем.

## Види продукції за ступенем завершеності виробництва
За ступенем готовності продукції вона поділяється на такі види:
- готова продукція — промислова продукція, яка закінчена виробництвом, укомплектована, відповідає вимогам стандартів і технічних умов, має документ, що засвідчує її якість, та призначена для збуту за межі підприємства[2].
- напівфабрикат — предмет праці, який підлягає подальшому оброблюванню на підприємстві-споживачеві[3].
- незавершене виробництво — це продукція, що не набула закінченого вигляду в межах виробництва, а також продукція, що не перевірена ВТК і не здана на склад готової продукції[4].

## Планування і облік продукції
З метою планування та обліку продукція може вимірюватися в натуральному (одиницях фізичних величин) і вартісному (у грошових одиницях) вираженні.
Вимірниками обсягу продукції в натуральному вираженні є:
- фізичні одиниці (штуки, тонни, метри, квадратні метри та інші);
- умовно-натуральні одиниці (тисячі умовних банок, умовні листи шиферу та інші).

Обсяг продукції у вартісному вираженні визначається різними показниками:
- товарна продукція — вартість всієї продукції, виробленої підприємством і призначеної для реалізації на сторону або для власних невиробничих потреб[2];
- валова продукція — сумарний обсяг у вартісному вираженні закінчених і незакінчених промислових виробів та робіт, призначених для реалізації, включно з товарною продукцією, залишками незавершеного виробництва, інструментами та технологічним оснащенням власного виробництва[2];
- чиста продукція — показник обсягу виробництва підприємства в грошовому еквіваленті за певний період часу, що характеризує вартість новоствореного продукту. Вона визначається вирахуванням з обсягу валової продукції матеріальних витрат і суми амортизаційних відрахувань[4];
- реалізована продукція — вартість відвантаженої продукції, яка у вигляді платежу надійшла на рахунки підприємства[2].

## Продукція у системі управління якістю
З точки зору системи менеджменту якості продукція являє собою результат процесу як сукупності взаємопов'язаних видів діяльності або видів діяльності, що взаємодіють між собою.
Є чотири узагальнені категорії продукції:
- послуги (наприклад, перевезення);
- інтелектуальна продукція (наприклад, комп'ютерна програма, словник);
- технічні засоби (наприклад, механічна частина двигуна);
- перероблені матеріали (наприклад, оливи).

Багато видів продукції складаються з елементів, що належать до різних узагальнених категорій продукції. У такому разі віднесення продукції до послуги, інтелектуальної продукції, технічних засобів або перероблених матеріалів залежить від елемента, що переважає. Наприклад, запропонована продукція «автомобіль» складається з технічних засобів (наприклад, шин), перероблених матеріалів (наприклад, олив, охолоджувальної рідини), інтелектуальної продукції (наприклад, програми керування двигуном, інструкції для водія) і послуг (наприклад, пояснень щодо функціювання, надаваних продавцем)

## Дотичні поняття
Безпе́чна промисло́ва проду́кція (рос. безопасная промышленная продукция, англ. safe industrial production, нім. gefahrlose Industrieproduktion f) — продукція, яка забезпечує і зберігає протягом визначеного строку експлуатації безпеку робіт.
Промислова продукція підвищеної небезпеки — машини, механізми, обладнання, технічні системи (комплекси), інші технічні засоби праці, що характеризуються підвищеним ступенем ризику виникнення аварій, пожеж, загрози життю, заподіяння шкоди здоров'ю чи майну або довкіллю.